# Подставки (Львовская область)
Подставки (укр. Підставки) — село в Бусской городской общине Золочевского района Львовской области Украины.
Население по переписи 2001 года составляло 200 человек. Занимает площадь 0,148 км². Почтовый индекс — 80527. Телефонный код — 3264.